# Tyresöspelet
Tyresöspelet är ett musikaliskt krönikespel om Tyresös historia som framförts på bl.a. Tyresö slotts gård.
Spelet består av ett tjugotal olika scener om de många färgstarka personer som bott i Gamla Tyresö som Maria Sofia De la Gardie vars bror var rikskansler Magnus Gabriel De la Gardie.  Det handlar även om påvlig markis Claes Lagergren som var den siste godsägaren på Tyresö slott. 
Scenerna består även av berättelser om människor som levde i trakten från historisk till modern tid. Det berättas även om när kommunalrådet Gunnar Gyllnert köpte mark av markis Lagergren så att HSB och Familjebostäder kunde bygga 2500 lägenheter i Bollmora som sedan utvecklats till det moderna Tyresö centrum. 
Tyresöspelet skapades av Sven Lionell som också skrivit alla texter. På 1980-talet var han både kommunalråd och kulturnämndens ordförande.  Elisabeth Sellergren tidigare musiklärare i Tyresö har skrivit musiken.
Tyresöspelet framfördes för första gången 1985. År 2010 var senaste tillfället när spelplatsen var på gårdsplanen framför Tyresö slott. Ca 2000 personer beskådade Tyresöspelet under de 12 föreställningarna. Tyresöspelet framfördes för elfte gången år 2023 i Bollmoradalens kyrka med fyra föreställningar med Elisabeths dotter Kina Sellergrens som dirigent och ledare. Elisabeths dotterdotter Klara Sellergren var en av de många solisterna. Evenemanget leddes av Karin Andreason, ordförande för Tyresö teaterförening. 
År 2025 var det 40 år sedan Tyresöspelet framfördes på borggården vid Tyresö slott för första gången. Detta firades med 8 förställningar under sommarkvällar i juni. 
Ett hundratal personer arbetar som frivilliga som står på scen, sjunger i kören, dansar eller spelar i orkestern. Tyresöspelet engagerar alla åldrar och vilar på tre grundpelare – Tyresö teaterförening, Tyresö orkesterförening och Kulturella folkdansgillet.